# Buathra albimandibularis
Buathra albimandibularis är en stekelart som först beskrevs av Tohru Uchida 1955.  Buathra albimandibularis ingår i släktet Buathra och familjen brokparasitsteklar. Inga underarter finns listade.